# Chamois (Missouri)
Pour les articles homonymes, voir Chamois (homonymie).
Chamois est une localité située dans le comté d'Osage, dans l'État du Missouri, aux États-Unis. Elle compte 377 habitants au recensement fédéral de 2020.

## Géographie
La city (cité) de Chamois borde la rive sud de la rivière Missouri, dans le centre de l'État homonyme. Elle est située à une quarantaine de kilomètres à l'est de la ville de Jefferson City, capitale du Missouri.

## Histoire
La petite cité fut fondée au XIXe siècle par des immigrants, notamment venus de Suisse qui lui donnèrent ce nom en souvenir des paysages montagneux s'élevant à cet endroit et qui leur rappelaient celui de leur pays natal helvétique.